# Camerolaïta
La camerolaïta és un mineral de la classe dels sulfats. Cristal·litza en el sistema triclínic i la seva fórmula és: Cu₆Al₃(OH)18(H₂O)₂[Sb(OH)₆](SO₄); inicialment era: Cu₄Al₂(HSbO₄,SO₄)(CO₃)(OH)10·2H₂O. L'any 2015 va ser reanomenada, passant el seu nom original (en anglès) de dir-se camerolaite a camérolaite.
Va ser descobert l'any 1990 a la seva localitat tipus: la mina del Cap Garonne, Le Pradet, Var, Provença – Alps – Costa Blava, França. Va ser anomenada així per Michel Camerola, un col·leccionista de minerals francès.
El seu contingut en antimoni pot variar; mentre que a la localitat tipus la relació S:Sb és de 1:1.44, a la mina Clara, a Alemanya són de 1:0.64.
Segons la classificació de Nickel-Strunz, la camerolaïta pertany a «07.DE: Sulfats (selenats, etc.) amb anions addicionals, amb H₂O, amb cations de mida mitjana només; sense classificar» juntament amb els següents minerals: mangazeïta, carbonatocianotriquita, cianotriquita, schwertmannita, tlalocita, utahita, coquandita, osakaïta, wilcoxita, stanleyita, mcalpineïta, hidrobasaluminita, volaschioita, zaherita i lautenthalita.